# Giorgio Gallesio
Giorgio Gallesio (Finalborgo, 23 mai 1772 – Florence, 30 novembre 1839) est un administrateur civil, diplomate, botaniste et pomologue italien.

## Biographie
En 1793, il obtient son diplôme de droit à l'université de Pavie et, plus par tradition familiale que par vocation, il se consacre à une carrière de magistrat. Les premières années du XIXe siècle sont dédiées également à la gestion de son importante exploitation agricole, activité qu'il conduit avec sérieux sans négliger ses intérêts culturels, scientifiques et littéraires.
Sous la domination napoléonienne en Italie, le 24 janvier 1811, il est nommé sous-préfet de Savone, chef lieu du département de Montenotte, puis à Pontremoli, département des Apennins. Après la chute de Premier Empire français, en 1814-1815, il est secrétaire législatif de la légation génoise au congrès de Vienne.
Lors du rattachement de la Ligurie au royaume de Sardaigne, il entre dans l'administration savoyarde et, en 1816, il devient commissaire de Leva à Savone, fonction qu'il occupe, sans enthousiasme et même avec réticence jusqu'en 1823, année où il demande et obtient sa retraite.
Sa sépulture se trouve dans le cloître de la basilique Santa Croce  de Florence.

## Publications
- La Pomona Italiana (it) : publiée en fascicules, entre 1817 à 1839, est la première et la plus importante collection d'illustrations et de descriptions de fruits et d'arbres fruitiers réalisée au XIXe siècle en Italie.

De première importance pour l’histoire de l'arboriculture fruitière ainsi que d'une grande valeur artistique et documentaire, la Pomona Italiana réunit 160 planches illustrées en couleurs et en pleine page à 152 articles, en grande partie (142) dédiées aux variétés de 17 espèces des fruits suivants : abricots (5), caroube (1), châtaignier (1), Cerise (9), dattes (1), figues (21), jujubes (2), azérolier (2), amandes (2), pomme (8), grenade (1), olive (1), poires (21), pêche (28), pistaches (2), prunes (10), raisins (26). L'édition originale est composée de 41 fascicules non reliés.
- Traité du Citrus publié en français à Paris en 1811[1].
- Théorie de la reproduction végétale, éditée en allemand à Vienne en 1814, puis en italien à Pise en 1816.

- Plusieurs manuscrits encore inédits – provenant principalement des archives Gallesio-Piuma de Gênes ainsi que de la bibliothèque[2] Dumbarton Oaks à  Washington - sont publiés entre 1994 et 2003 par l'Accademia dei Georgofili de Florence.

## Illustrations

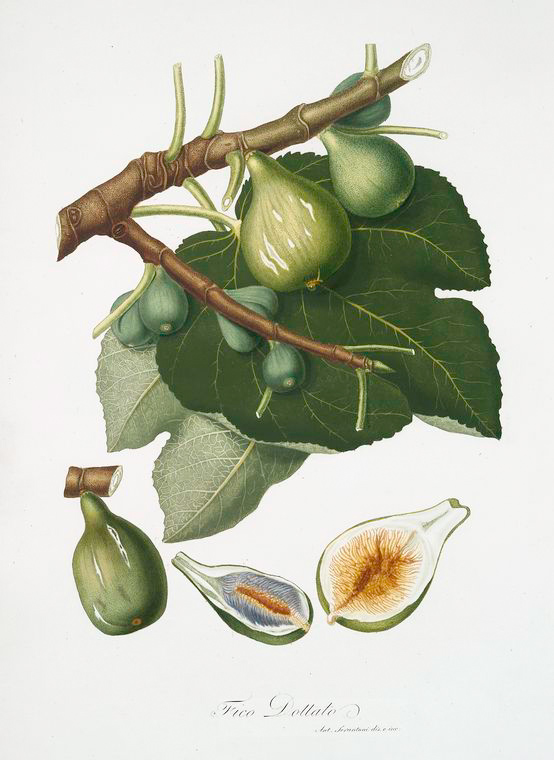
Ficus carica sativa.
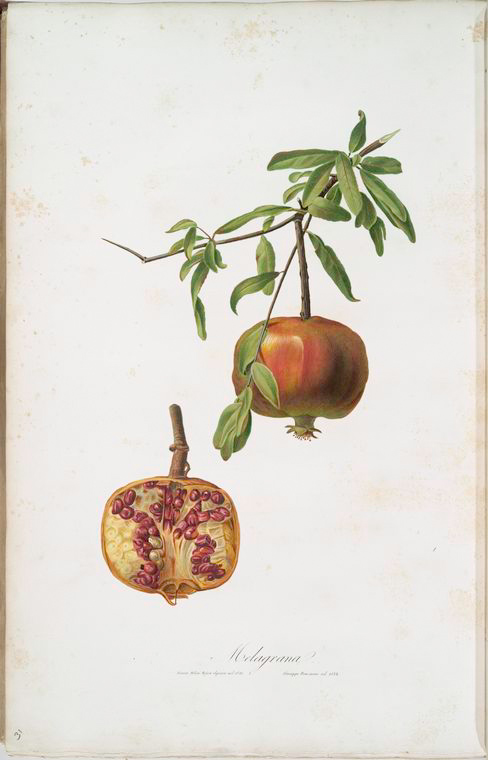
Grenade.
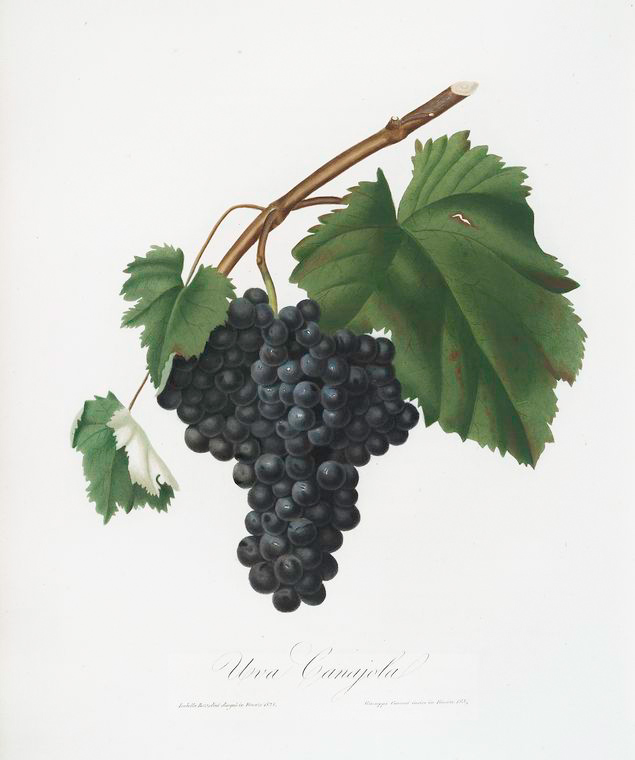
Raisin canaiolo.
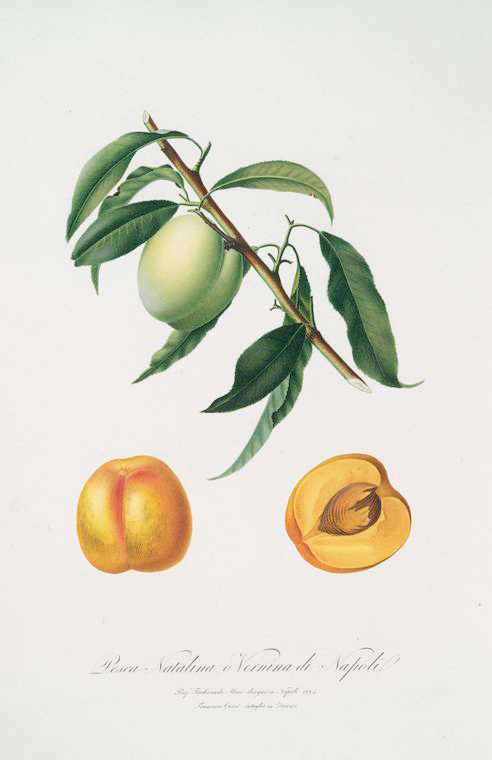
Pêche variété natalina ou vernina de Naples.

Gallesio est l’abréviation botanique standard de Giorgio Gallesio.
Consulter la liste des abréviations d'auteur en botanique ou la liste des plantes assignées à cet auteur par l'IPNI, la liste des champignons assignés par MycoBank, la liste des algues assignées par l'AlgaeBase et la liste des fossiles assignés à cet auteur par l'IFPNI.